# Chasmia raffreyi
Chasmia raffreyi är en tvåvingeart som först beskrevs av Jacques-Marie-Frangile Bigot 1892.  Chasmia raffreyi ingår i släktet Chasmia och familjen bromsar. Inga underarter finns listade i Catalogue of Life.